# Mario Cheri
Mario Cheri (Sarule, 25 ottobre 1934 – Nuoro, 12 novembre 1985) è stato un politico italiano.
Già sindaco del suo paese natale Sarule dal 1960 al 1964 e nel 1985, consigliere provinciale dal 1970 al 1980, vicepresidente della provincia di Nuoro dal 1975 al 1977, è stato presidente della Provincia di Nuoro dal 1977 al 1983. Nel 1983 venne eletto al Senato della Repubblica nel collegio di Nuoro nelle file del PCI, ma morì il 12 novembre 1985 a causa di un arresto cardiaco. Venne sostituito dal senatore Mario Birardi che si era dimesso dal seggio alla Camera dei deputati. Prima di aderire al PCI, era iscritto al PSIUP.